# Модель Рикера
В теории хаоса (конкретно, в динамике популяций), модель Рикера — модель роста популяции. Она названа в честь Билла Рикера и была предложена в 1954 году.

## Определение
Модель Рикера описывает количество индивидуумов в дискретный момент времени {\displaystyle t+1} в зависимости от количества индивидуумов {\displaystyle N} предыдущего поколения в момент времени {\displaystyle t}:
{\displaystyle N_{t+1}=N_{t}e^{r\left(1-{\frac {N_{t}}{k}}\right)}}
Параметр {\displaystyle r} интерпретируется как внутренняя скорость роста популяции, а {\displaystyle k} — как биологическая ёмкость среды. Эта модель может рассматриваться как предельный случай модели Хасселя {\displaystyle N_{t+1}=k_{1}{\frac {N_{t}}{(1+k_{2}N_{t})^{c}}}}.

## Анализ
Расчёты показывают, что:
- При {\displaystyle 0<r\leq 2} популяция будет стремиться к одному определённому значению.
- При {\displaystyle 2<r\leq 2.692} популяция будет бесконечно колебаться в периодическом цикле.
- При {\displaystyle r>2.692} изменение популяции будет иметь хаотический характер, имея циклический период.

Таким образом, популяция, рост которой смоделирован в соответствии с моделью Рикера, будет иметь сходящееся, периодическое или хаотическое поведение в зависимости от параметров.

## Применение
Модель Рикера использовалась в рыбном промысле для прогнозирования динамики популяций рыб.

## Варианты
Были предложены несколько моделей, основанных на модели Рикера, в частности, для расчёта конкуренции за ресурсы (конкуренция за счёт эксплуатации).